# Swellendam (stad)

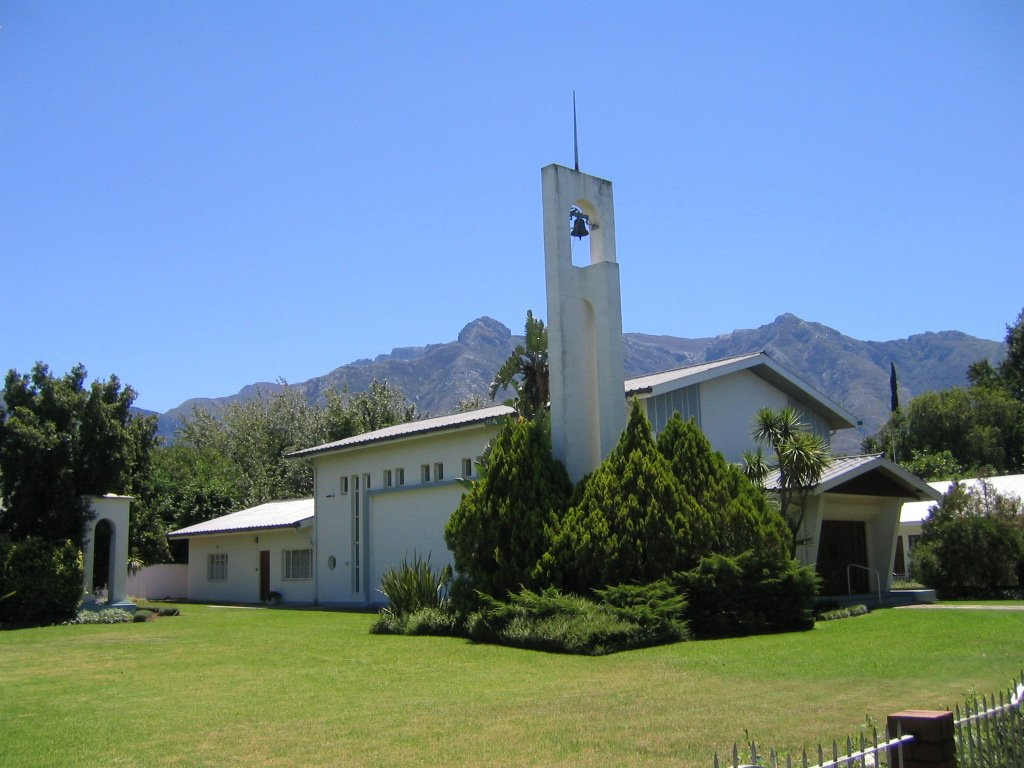
Kerkgebouw van de Nederduitsch Hervormde Kerk

Swellendam is een stad met 18.000 inwoners, in de gelijknamige gemeente (munisipaliteit) in de provincie West-Kaap in het Zuid-Afrikaanse district Overberg. Het stadje ligt ongeveer 250 km ten oosten van Kaapstad. Swellendam ligt aan de voet van de Langebergen. Deze stad is de derde oudste nederzetting van Zuid-Afrika, na Kaapstad en Stellenbosch.

## Subplaatsen
Het nationaal instituut voor de statistiek, Stats SA, deelt sinds de census 2011 deze hoofdplaats in in 4 zogenaamde subplaatsen (sub place), waarvan de grootste zijn:
Railton • Swellendam SP.

## Bezienswaardigheden
Swellendam heeft een Nederlands of Kaap-Hollands karakter, er staan kerken, huizen en andere gebouwen in Kaaps-Hollandse stijl. Het Nationale Bontebokpark werd in 1931 opgericht en is een interessant natuurreservaat.

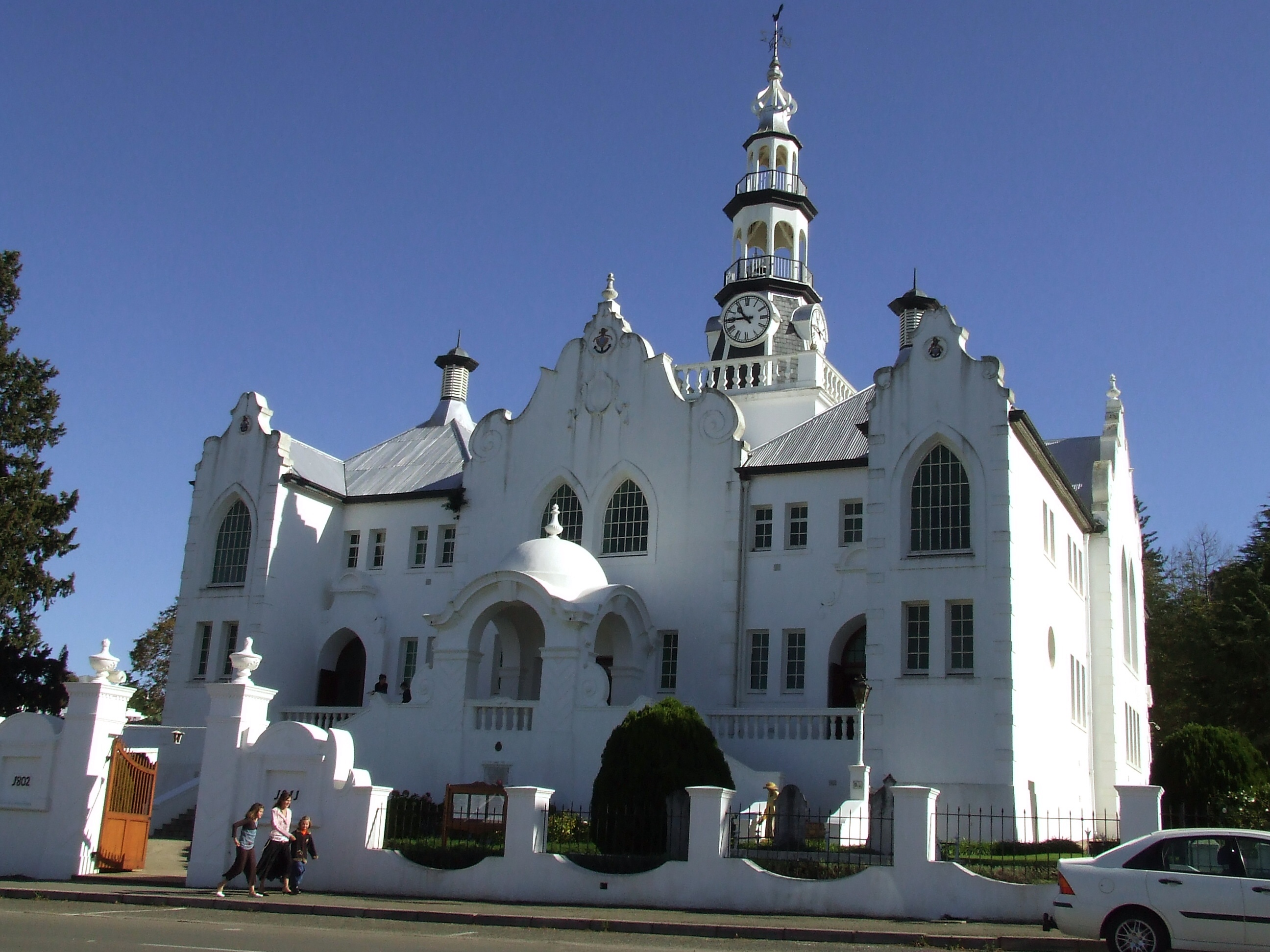
Het kerkgebouw van de moedergemeente van de Nederlandse Gereformeerde Kerk in Swellendam

## Geschiedenis
Het stadje werd in 1747 gesticht samen met het stadje Tulbagh door Nederlandse kolonisten in de Kaapkolonie. Hiermee is dit na Kaapstad en Stellenbosch een van de oudste blanke gemeentes in Zuidelijk Afrika. Het stadje is genoemd naar de gouverneur Hendrik Swellengrebel en zijn vrouw Helena ten Damme.
Tussen juni 1795 en november 1795 was Swellendam een onafhankelijk republiek gesticht door kolonisten onder leiding van Petrus Delport, die het niet eens waren met de VOC in de Kaapkolonie.